# بيمان جبلي
بيمان جبلي (مواليد 1966 في طهران) هو رئيس هيئة الإذاعة والتلفزيون في جمهورية إيران الإسلامية. جبلي أستاذ جامعي وخبير ومحلل سياسي. هو مسؤول بارز في الإذاعة والتلفزيون في جمهورية إيران الإسلامية وتقلد مسؤوليات مختلفة في الدائرة السياسية في أقسام وادارات الأخبار في مؤسسة (صدا وسيما) المدينة الاعلامية الكبرى في طهران.
في عام 2021، تم تعيينه رئيسًا لهيئة الإذاعة والتلفزيون بموجب مرسوم صادر عن المرشد الأعلى للثورة الإسلامية، علي خامنئي. كان الجبلي سفير إيران في تونس لمدة أربع سنوات. شغل سابقًا منصب نائب وزير الخارجية لإذاعة وتلفزيون إيران.
عمل مشرفاً عاماً للاخباروبعد ذلك مديراً عاماً لقناة العالم الايرانية الناطقة باللغة العربية، والتي تعتبر اللسان المعبر عن التوجه الحكومي الايراني الموجه الى العالم العربي والى الناطقين باللغة العربية. ما بين 2006 - 2009. كما عمل قبل هذا التاريخ في لبنان ضمن سلك الاعلام الايراني هناك.
يجيد اللغة العربية بطلاقة حديثا وتدوينا، كما يجيد اللغة الانكليزية بدرجة جيدة.
له مؤلف في الاعلام الاستراتيجي. خبير محنك في السياسات الاستراتيجية والاعلامية.